# Augustus Hobart-Hampden, VI conte di Buckinghamshire
Augustus Edward Hobart-Hampden, VI conte di Buckinghamshire (1º novembre 1793 – Hampden House, 29 ottobre 1885), è stato un nobile inglese.

## Biografia
Era l'ultimogenito di Lord George Vere Hobart, figlio di George Hobart, III conte di Buckinghamshire, e di sua moglie, Jane Cataneo. Studiò al Ripon College, alla Westminster School e al Brasenose College.

## Carriera
È stato rettore alla Wolverhampton (1820-1847). Successe al fratello nel 1849.
Il 5 agosto 1878 il suo nome fu cambiato legalmente a Augusto Edward Hobart-Hampden con regio licenza.

## Matrimoni

### Primo Matrimonio
Sposò, il 12 settembre 1816, Mary Williams (?-25 gennaio 1825), figlia di John Williams. Ebbero quattro figli:
- Lord Vere Henry Hobart (8 dicembre 1818-27 aprile 1875);
- Lord Frederick John Hobart-Hampden (6 marzo 1821-24 luglio 1875);
- Lord Augustus Charles Hobart-Hampden (1º aprile 1822-19 giugno 1886), sposò in prime nozze Mary Anne di Grant, non ebbero figli, e in seconde nozze Edith Katherine Hore, non ebbero figli;
- Lord Charles Edward Hobart-Hampden (6 gennaio 1825-25 settembre 1913), sposò in prime nozze Catherine Cooke, ebbero un figlio, e in seconde nozze Lucy Pauline Wright, ebbero un figlio.

### Secondo Matrimonio
Sposò, il 15 agosto 1826, Mary Egremont (1797-20 marzo 1873), figlia del reverendo Godfrey Egremont. Ebbero tre figli:
- Lord George Augustus Hobart-Hampden (2 giugno 1827-8 dicembre 1899), sposò Jane Awdry, ebbero sei figli;
- reverendo William Arthur Hobart (11 ottobre 1828-7 settembre 1874), sposò Marianne Kennet-Dawson, ebbero un figlio;
- Lord Horace Miles Hobart-Hampden (5 novembre 1835-12 agosto 1928), sposò Isabella Druitt, ebbero una figlia.

## Morte
Morì il 29 ottobre 1885, a 91 anni a Hampden House, nel Buckinghamshire. Fu sepolto a Sidmouth, nel Devon.

## Ascendenza
|                                                      |   |                   | Genitori                                     |  |  | Nonni |  |  | Bisnonni                                |  |  | Trisnonni                  |  |
|                                                      |   |                   |                                              |  |  |       |  |  | John Hobart, I conte di Buckinghamshire |  |  | Henry Hobart, IV baronetto |  |
|                                                      |   |                   |                                              |  |  |       |  |  | John Hobart, I conte di Buckinghamshire |  |  | Henry Hobart, IV baronetto |  |
|                                                      |   | Elizabeth Maynard |                                              |  |  |       |  |  | John Hobart, I conte di Buckinghamshire |  |  |                            |  |
| George Hobart, III conte di Buckinghamshire          |   |                   |                                              |  |  |       |  |  | John Hobart, I conte di Buckinghamshire |  |  |                            |  |
|                                                      |   | Elizabeth Bristow | Robert Bristow                               |  |  |       |  |  |                                         |  |  |                            |  |
|                                                      |   | Elizabeth Bristow | Robert Bristow                               |  |  |       |  |  |                                         |  |  |                            |  |
|                                                      |   | Elizabeth Bristow | Catherine Woolley                            |  |  |       |  |  |                                         |  |  |                            |  |
| George Hobart                                        |   | Elizabeth Bristow |                                              |  |  |       |  |  |                                         |  |  |                            |  |
|                                                      |   | Vere Bertie       | Robert Bertie, I duca di Ancaster e Kesteven |  |  |       |  |  |                                         |  |  |                            |  |
|                                                      |   | Vere Bertie       | Robert Bertie, I duca di Ancaster e Kesteven |  |  |       |  |  |                                         |  |  |                            |  |
|                                                      |   | Vere Bertie       | Albinia Farrington                           |  |  |       |  |  |                                         |  |  |                            |  |
| Albinia Bertie                                       |   | Vere Bertie       |                                              |  |  |       |  |  |                                         |  |  |                            |  |
|                                                      |   | Ann Casey         | Cecil Wray, XI baronetto                     |  |  |       |  |  |                                         |  |  |                            |  |
|                                                      |   | Ann Casey         | Cecil Wray, XI baronetto                     |  |  |       |  |  |                                         |  |  |                            |  |
|                                                      |   | Ann Casey         | …                                            |  |  |       |  |  |                                         |  |  |                            |  |
| Augustus Hobart-Hampden, VI conte di Buckinghamshire |   | Ann Casey         |                                              |  |  |       |  |  |                                         |  |  |                            |  |
|                                                      | … | …                 |                                              |  |  |       |  |  |                                         |  |  |                            |  |
|                                                      | … | …                 |                                              |  |  |       |  |  |                                         |  |  |                            |  |
|                                                      | … | …                 |                                              |  |  |       |  |  |                                         |  |  |                            |  |
| Horace Cataneo                                       | … |                   |                                              |  |  |       |  |  |                                         |  |  |                            |  |
|                                                      |   | …                 | …                                            |  |  |       |  |  |                                         |  |  |                            |  |
|                                                      |   | …                 | …                                            |  |  |       |  |  |                                         |  |  |                            |  |
|                                                      |   | …                 | …                                            |  |  |       |  |  |                                         |  |  |                            |  |
| Jane Cataneo                                         |   | …                 |                                              |  |  |       |  |  |                                         |  |  |                            |  |
|                                                      |   | …                 | …                                            |  |  |       |  |  |                                         |  |  |                            |  |
|                                                      |   | …                 | …                                            |  |  |       |  |  |                                         |  |  |                            |  |
|                                                      |   | …                 | …                                            |  |  |       |  |  |                                         |  |  |                            |  |
| …                                                    |   | …                 |                                              |  |  |       |  |  |                                         |  |  |                            |  |
|                                                      |   | …                 | …                                            |  |  |       |  |  |                                         |  |  |                            |  |
|                                                      |   | …                 | …                                            |  |  |       |  |  |                                         |  |  |                            |  |
|                                                      |   | …                 | …                                            |  |  |       |  |  |                                         |  |  |                            |  |
|                                                      |   | …                 |                                              |  |  |       |  |  |                                         |  |  |                            |  |